# 가미와쿠야역
가미와쿠야역(일본어: 上涌谷駅)은 일본 미야기현 도다군 와쿠야정에 위치한 동일본 여객철도 이시노마키 선의 철도역이다. 단선 승강장 1면 1선의 구조를 갖춘 지상역이며, 마에야치역부터 연장 운행하는 게센누마 선의 열차도 정차한다.

## 역 주변
- 국도 제108호선

## 역사
- 1957년 8월 1일 : 일본국유철도의 역으로서 개업.
- 1987년 4월 1일 : 일본국유철도 분할 민영화에 의해, 동일본 여객철도가 승계.

## 인접 역
| 이시노마키 선 · 게센누마 선 | 이시노마키 선 · 게센누마 선     | 이시노마키 선 · 게센누마 선 |
| --------------------------- | ------------------------------- | --------------------------- |
| 고고타 고고타 방면          | ■ 이시노마키 선 · ■ 게센누마 선 | 와쿠야 게센누마 방면        |